# LEO Express
LEO Express est une entreprise de transport ferroviaire exploitant des services voyageurs en Tchéquie.

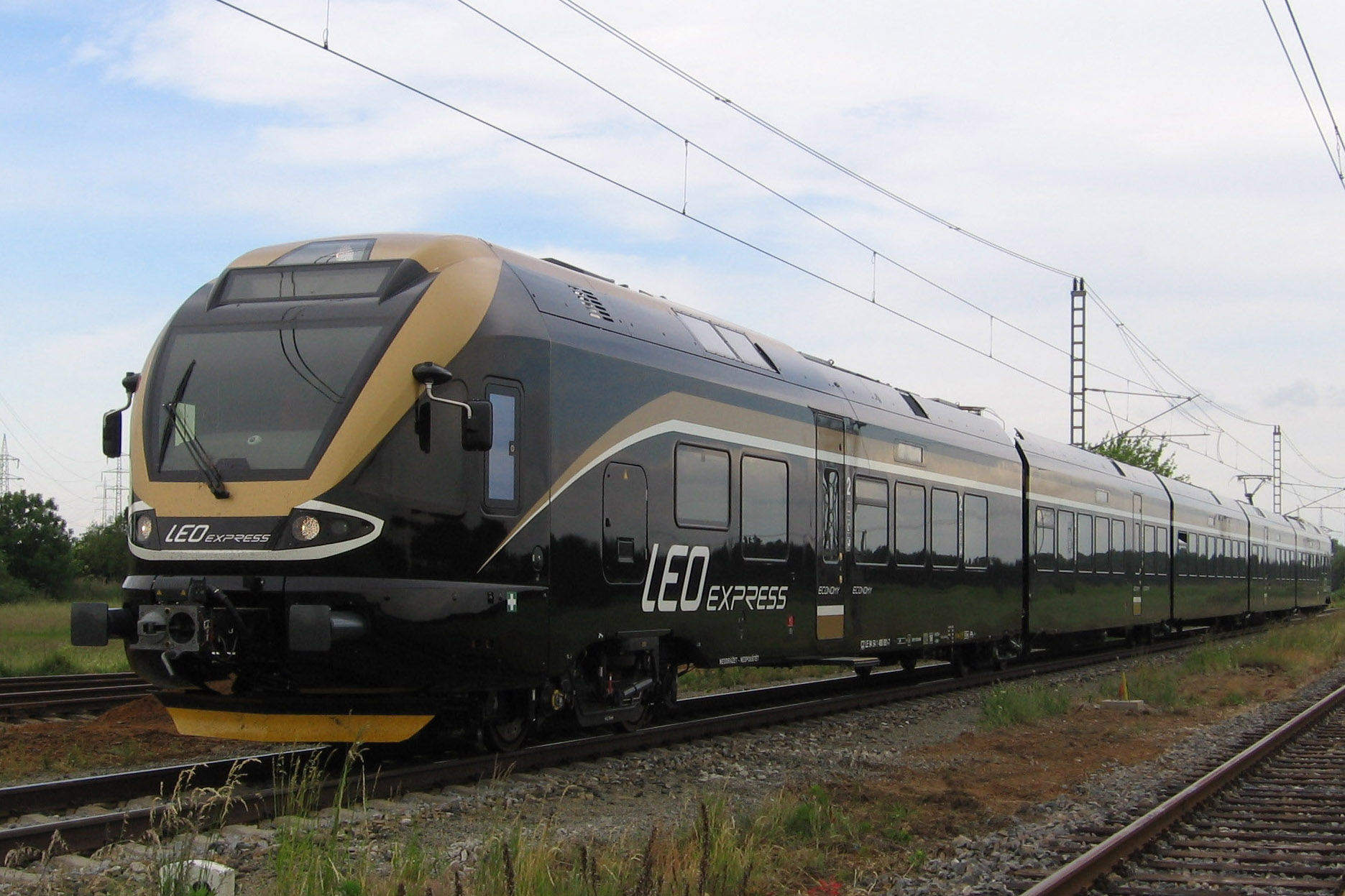
Rame Stadler Flirt LEO Express.

En 9 mars 2021, les chemins de fer espagnols, Renfe annonce le rachat de 50% des actions de la compagnie LEO Express. Pour la compagnie espagnole, c'est un moyen de conquérir de nouveaux marchés en République tchèque, Pologne et Slovaquie.

## Services

### Tchéquie
LEO express lance un service d'essai entre Prague - Ostrava - Bohumin le 13 novembre 2012, avec une mise en service envisagée pour le 9 décembre 2012. En raison de problèmes techniques, la mise en service ne se fera finalement que le 18 janvier 2013 à raison de neuf trains par jour entre Prague et Bohumín, avec desserte de Pardubice, Olomouc et Ostrava.
Durant ses six premiers mois d'activité, la compagnie transporte près de 400000 passagers.

### Pologne
En juin 2013, l'entreprise candidate pour circuler en Pologne sur les axes Katowice/Cracovie – Varsovie et Varsovie – Poznań – Szczecin

## Matériel roulant

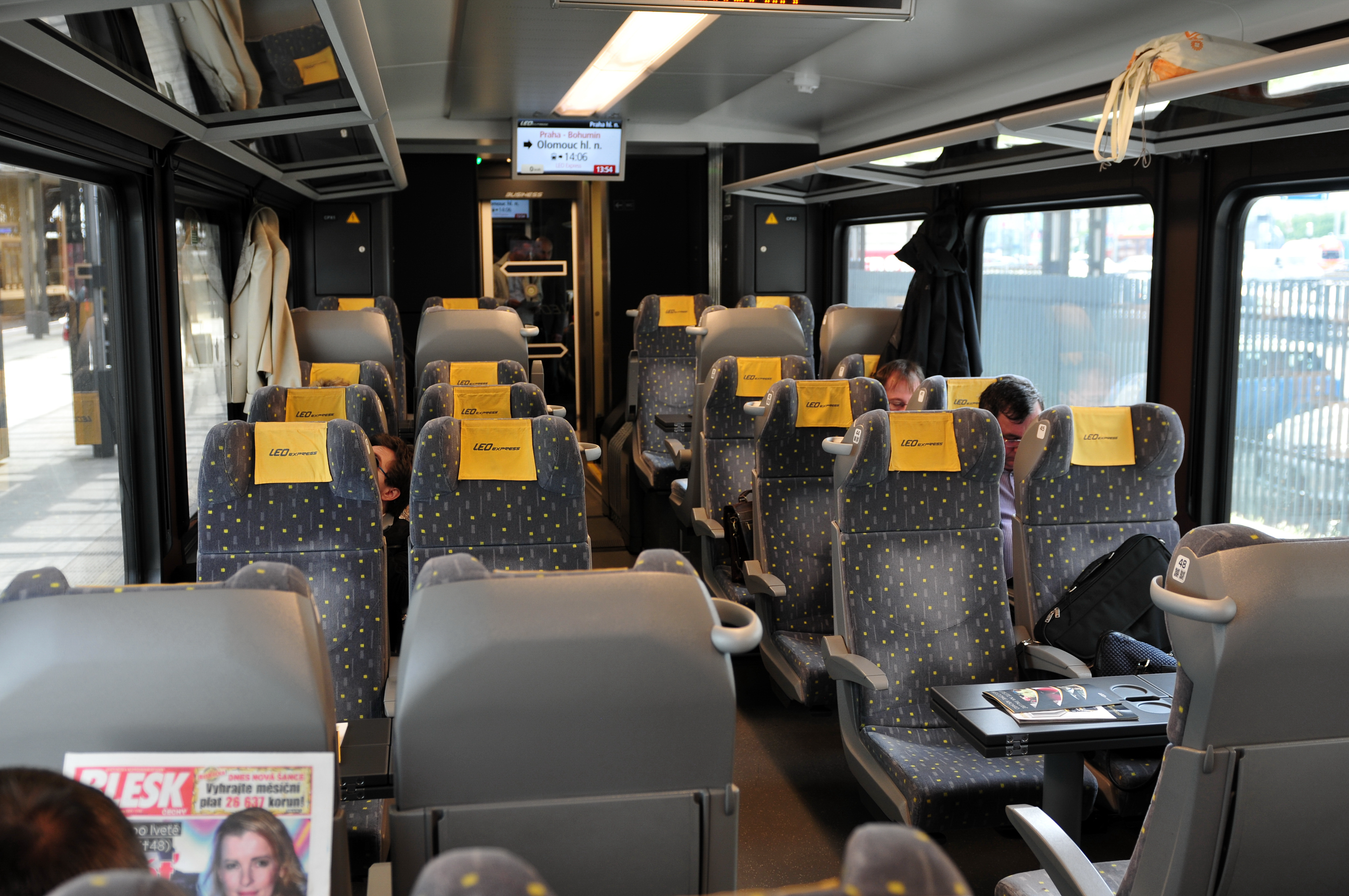
intérieur d'un wagon de la LEO Express en 2014

En 2010, LEO Express commande cinq Stadler Flirt à cinq caisses. La première rame est livrée le 5 février 2012.
En 2016 est annoncé l'achat à CRRC pour un montant de 20 millions d'euros, de trois trains pouvant atteindre la vitesse commerciale de 160 km/h. La livraison du premier train est prévue pour mi-2018.